# 艳舞女郎
《艳舞女郎》（英語：Showgirls）是一部1995年的美国电影，导演是保羅·范赫文，演员是前童星伊莉莎白·柏克莉，凱爾·麥克拉蘭和吉娜·葛森。影片讲述了一个脫衣舞女郎的故事。
影片预算约为4500万美元，在当时是相当大的预算。在美国，影片被定为NC-17级，因为“裸露和色情的性贯穿始终，还有脏话和性暴力”。《艳舞女郎》是第一部NC-17级限制级电影在主流剧院被允许广泛上映。发行商派出数百名工作人员到北美各地影院以保证在播放《艳舞女郎》时17岁以下的影迷不会混进影院看影片。
尽管影片表現不佳，但《艳舞女郎》在家庭视频市场上取得了成功，取得超过一亿美元的视频租金。并成为米高梅公司的20部最畅销电影之一。尽管它已被一贯排名为有史以来最糟糕的电影，但它已经成为在小圈子内被支持者喜爱及推崇的邪典电影，2010年6月发布藍光光碟版本。非官方续集《美國舞孃2：竹篙天堂》在2011年举行了录影带首映。

## 演员
- Elizabeth Berkley（英语：Elizabeth Berkley） 饰 Nomi Malone/Polly Ann Costello
- 凱爾·麥克拉蘭 饰 Zack Carey
- Gina Gershon（英语：Gina Gershon） 饰 Cristal Connors
- Glenn Plummer（英语：Glenn Plummer） 饰 James Smith
- 勞勃·戴維 饰 Al Torres
- Alan Rachins（英语：Alan Rachins） 饰 Tony Moss
- Gina Ravera（英语：Gina Ravera） 饰 Molly Abrams
- Lin Tucci（英语：Lin Tucci） 饰 Henrietta "Mama" Bazoom
- Greg Travis（英语：Greg Travis） 饰 Phil Newkirk
- Al Ruscio（英语：Al Ruscio） 饰 Mr. Karlman
- 帕特里克·布里斯托 饰 Marty Jacobsen
- William Shockley（英语：William Shockley (actor)） 饰 Andrew Carver
- Michelle Johnston（英语：Michelle Johnston） 饰 Gay Carpenter
- Dewey Weber 饰 Jeff
- Rena Riffel（英语：Rena Riffel） 饰 Penny / Hope
- Melissa Williams 饰 Julie
- Ungela Brockman 饰 Angie
- Melinda Songer 饰 Nicky
- Bobbie Phillips（英语：Bobbie Phillips） 饰 Dee
- Carrie Ann Inaba 飾 Goddess dancer

## 备注
1. ↑  . British Film Institute.   [2012-07-01]. （原始内容存档于2012-08-02）.
2. ↑  .   [2012-09-19]. （原始内容存档于2017-04-15）.
3. ↑  Weinraub, Bernard. . The New York Times. 1995-07-21  [2008-05-21]. （原始内容存档于2008-12-07）.
4. ↑  Wiser, Paige. "The beauty of 'Showgirls'", Chicago Sun-Times, July 27, 2004
5. ↑  . classic-web.archive.org. 2007-04-28  [2010-11-25]. （原始内容存档于2007-04-28）.
6. ↑  Rochlin, Margy. . The New York Times. 2008-05-25  [2009-03-03]. （原始内容存档于2019-11-16）.

- Parish, James Robert. . Hoboken, New Jersey: John Wiley & Sons. 2006: 359 pages. ISBN 978-0-471-69159-4.